# Соединённые штаты Лиланда
«Соединённые шта́ты Ли́ланда» (англ. The United States of Leland) — американский фильм-драма Мэттью Райана Ходжа о кротком подростке Лиланде Фицджеральде, который необъяснимым образом совершает жестокое убийство.
Мировая премьера фильма состоялась 18 января 2003 года.

## Сюжет
Шестнадцатилетний подросток Лиланд Фицджеральд (Райан Гослинг) сделал неожиданный свой шаг в жизни: убил человека. Необъяснимый поступок для всех. 
Фильм начинается с воспоминаний, рассказанных Лиландом П.Фицджеральдом, описывающим, как он не мог вспомнить подробности того дня, когда он убил умственно отсталого мальчика по имени Райан Поллард. Лиланд арестован. Родители Райана, Гарри и Карен, сёстры Бекки (Джена Мэлоун) и Джули (Мишель Уильямс), а также сожитель Джули Аллен оплакивают потерю любимого человека. Разведённая мать Лиланда, Мэрибет, отчаянно хочет увидеть своего сына, в то время как его отец, известный писатель Альберт Фицджеральд, узнаёт о судьбе своего сына в газете и возвращается домой, чтобы присутствовать на суде.
Находясь в колонии для несовершеннолетних, Лиланда обучает учитель Пёрл Мэдисон(Дон Чидл) начинающий писатель, который ищет революционную историю. Как и многие другие в центре заключения, Пёрл чувствует, что в эмоционально отстранённом Лиланде что-то не так, и помогает ему обойти тюремные правила, чтобы он мог вести дневник. Пока его девушка находится за городом в Лос-Анджелесе, Пёрл спит с коллегой и говорит ей, что собирается написать книгу о Лиланде.
В своих беседах с Пёрл Лиланд раскрывает свои детские воспоминания, такие как похороны своей бабушки и путешествия на большие расстояния, чтобы навестить своего отца. Однажды он решил остаться в Нью-Йорке, а не продолжать видеться с отцом. После того, как он не смог найти гостиницу, добросердечная семья Кальдеронов решила приютить его на время. Он продолжал навещать семью на протяжении многих лет и был особенно очарован миссис Кальдерон. Они также обсуждают историю Лиланда с Бекки, сестрой Райана. Он встретил её случайно в музыкальном магазине и начал регулярно ходить домой с Райаном и ней после школы. Они полюбили друг друга, и Лиланд вспомнил время, когда Бекки просила его пообещать ей, что «всё будет хорошо», несмотря на его возражения, что он не может контролировать плохие вещи, которые могут произойти. Как она объяснила, иногда просто приятно услышать то, что надеешься быть правдой.
Пёрл тайно договаривается о встрече с отцом Лиланда в его отеле. После того, как он запрашивает дополнительную информацию о прошлом своей семьи, Альберт понимает, что Пёрл проводит исследования для своей книги, и отказывается позволить эксплуатировать своего сына - в чём он сам виноват. В конце концов, он рассказывает начальнику тюрьмы о запрещённых встречах Пёрла с Лиландом, в результате чего его переводят в другую часть тюрьмы.
Через Аллена Лиланд узнаёт, что у Бекки был роман с торговцем наркотиками по имени Кевин, которого должны выпустить из тюрьмы. После того, как он выходит из тюрьмы, Бекки снова начинает видеться с Кевином и решает расстаться с Лиландом. В редком проявлении эмоций он спорит с ней, но в конце концов осознает тщетность всего, что он может сделать или сказать, чтобы изменить её мнение, говоря, что ни слезы, ни количество его любви - он говорит, что все ещё думает о ней - не могут изменить тот факт, что она не любит его в ответ. Пёрл говорит, что он должен злиться на неё, так как она предала его. Лиланд отвечает, что ему грустно, но он не зол.
Пёрл начинает осознавать последствия своей сексуальной неосмотрительности в ходе дискуссий с Лиландом и признаёт свои собственные недостатки. В конце концов, его девушка обнаруживает его свидание, и они ссорятся по телефону. Тем временем Джули решает расстаться с Алленом и не хочет идти с ним в колледж. Убитый горем, он совершает ограбление автомастерской и позволяет арестовать себя на глазах у Джули. Его отправляют в ту же колонию для несовершеннолетних, что и Лиланд, где он крадёт нож и убивает Лиланда во дворе тюрьмы в отместку за то, что он сделал с семьёй Поллард.
Пёрл летит в Лос-Анджелес, чтобы помириться со своей девушкой, и читает последние записи Лиланда в своём дневнике. Во время одной из своих обратных поездок в Нью-Йорк Лиланд обнаружил, что миссис Кальдерон развелась со своим мужем и что искра жизни, которая была у неё раньше, исчезла; подразумевается, что Лиланд и миссис Кальдерон спали вместе. После этого, как пишет Лиланд, он начинает замечать грусть во всех вокруг себя, что вгоняет его в глубокую депрессию.. Он сосредоточился на Райане, который, как он понял, вероятно, не познал истинного счастья или любви так, как другие люди считали само собой разумеющимся. Однажды, когда он провожает Райана домой из школы, мальчик расстраивается из-за препятствия на велосипедной дорожке. Лиланд помогает ему слезть с велосипеда, обнимает его и шепчет ему на ухо, что «всё будет хорошо». Лиланд хотел остановить печаль. Он не мог вернуть искру миссис Кальдерон, но он мог положить конец печали мальчика-инвалида, чтобы люди не смотрели на него так, будто он никогда не станет нормальным. Убив Райана, Лиланд смог остановить свою печаль.

## В ролях
| Актёр          | Роль                  |
| -------------- | --------------------- |
| Райан Гослинг  | Лиланд Фицджеральд    |
| Дон Чидл       | Пёрл Мэдисон          |
| Крис Кляйн     | Аллен Харрис          |
| Джена Мэлоун   | Бекки Поллард         |
| Лена Олин      | Мэрибет Фицджеральд   |
| Кевин Спейси   | Алберт Т. Фицджеральд |
| Мишель Уильямс | Джули Поллард         |
| Мартин Донован | Гарри Поллард         |